# Kényszerítés hatósági eljárásban
A kényszerítés hatósági eljárásban egy bűncselekmény, amelyet a hatályos magyar büntető törvénykönyv az igazságszolgáltatás elleni bűncselekmények fejezetében szabályoz.

## A hatályos szabályozás
Aki mást erőszakkal vagy fenyegetéssel arra kényszerít, hogy hatósági eljárásban a törvényes jogait ne gyakorolja, vagy a kötelezettségeit ne teljesítse, a kényszerítés hatósági eljárásban bűncselekményt követi el.
Aki a bűncselekményt büntetőügyben követi el, bűntett miatt 1 évtől 5 évig terjedő szabadságvesztéssel büntetendő. Ha a bűncselekményt olyan büntetőügyben követik el, amely életfogytig tartó szabadságvesztéssel is büntethető bűncselekmény miatt folyik, a büntetés két évtől nyolc évig terjedő szabadságvesztés.
Aki a bűncselekményt polgári ügyben követi el, 3 évig terjedő szabadságvesztéssel büntetendő. Ha a polgári ügy tárgya különösen nagy vagyoni érték vagy különösen jelentős egyéb érdek, a büntetés 1 évtől 5 évig terjedő szabadságvesztés.
Ha a bűncselekményt szabálysértési vagy egyéb hatóság, illetve a fegyelmi jogkör gyakorlója előtt folyamatban lévő ügyben követik el, a büntetés vétség miatt 1 évig terjedő szabadságvesztés.